# Oh Eun-sun
Oh Eun-sun (ur. 5 marca 1966 w Namwŏn) – koreańska alpinistka i himalaistka. Jako pierwsza Koreanka w historii zdobyła Koronę Ziemi. Jest też pierwszą kobietą, która, jak początkowo przypuszczano, miała wejść na wszystkie 14 ośmiotysięczników.
Głównymi konkurentkami Oh były Hiszpanka Edurne Pasaban, Austriaczka Gerlinde Kaltenbrunner (obie posiadające już na swoim koncie 14 ośmiotysięczników) oraz Włoszka Nives Meroi, która zdobyła Annapurnę, 
swój czternasty ośmiotysięcznik dopiero w 2017 roku.
W połowie grudnia 2010 roku zakończyło się śledztwo dotyczące rzekomego wejścia Koreanki na Kanczendzongę. Wejście to zakwestionowała Elizabeth Hawley – Amerykanka uznawana za autorytet w dziedzinie himalaizmu. Koreance odebrano tytuł pierwszej kobiety, która zdobyła Koronę Himalajów.

## Zdobyte ośmiotysięczniki
- 1997 – Gaszerbrum II
- 2004 – Mount Everest
- 2006 – Sziszapangma
- 2007 – Czo Oju
- 2007 – K2
- 2008 – Makalu
- 2008 – Lhotse
- 2008 – Broad Peak
- 2008 – Manaslu
- 2009 – Kanczendzonga (wejście niepotwierdzone)[5][6]
- 2009 – Dhaulagiri
- 2009 – Nanga Parbat
- 2009 – Gaszerbrum I
- 27 kwietnia 2010 – Annapurna[1].

Mimo licznych osiągnięć Koreance zarzuca się styl, w jakim zdobywała większość ostatnich szczytów. Posiłkowanie się tlenem z butli oraz licznymi profesjonalnymi ekipami wspomagającymi nie jest uznawane w środowisku alpinistycznym za przynoszące chwałę i godne naśladowania. Dodatkowo nie wszystkie wejścia na szczyt są odpowiednio udokumentowane (brak zdjęć, materiałów wideo).